# Waiting for a Star to Fall
Waiting for a Star to Fall is een nummer van het Amerikaanse muziekduo Boy Meets Girl uit 1988. Het is eerste single van hun tweede studioalbum Reel Life.

## Achtergrondinformatie
"Waiting for Star to Fall" werd geschreven door de leden van het duo, Shannon Rubicam en George Merrill. Rubicam zei dat het nummer gaat over "een onbereikbaar persoon – dat moment dat iedereen in zijn tienerjaren of begin twintig meemaakt, waarop je verlangt naar iemand die je niet kan bereiken". Ze schreven het nadat ze een concert van Whitney Houston bijwoonden en daar een vallende ster hadden gezien. Het duo bood het nummer aan aan Houston, aangezien ze How Will I Know en I Wanna Dance with Somebody (Who Loves Me) ook voor haar hadden geschreven, maar haar platenlabel weigerde. Vervolgens nam Belinda Carlisle een demo van het nummer op voor haar album Heaven on Earth, maar uiteindelijk haalde haar versie het album niet.
Toen Boy Meets Girl besloot het nummer zelf op te nemen, bleek hun versie wél succesvol. Zo bereikte het de 5e positie in de Amerikaanse Billboard Hot 100. In Nederland bereikte het nummer de 16e positie in de Tipparade, maar desondanks geniet het tot op de dag van vandaag nog populariteit en wordt nog regelmatig gedraaid.

## Tracklijst
- 7"

1. "Waiting for a Star to Fall" – 4:34
2. "No Apologies" – 4:21

- 12"

1. "Waiting for a Star to Fall" – 4:34
2. "No Apologies" – 4:21
3. "Restless Dreamer" – 4:33

- Cd-single

1. "Waiting for a Star to Fall" – 4:34
2. "No Apologies" – 4:21
3. "Restless Dreamer" – 4:33